# Objective-C
Objective-C — компилируемый объектно-ориентированный язык программирования, используемый корпорацией Apple, построенный на основе языка Си и парадигм Smalltalk. В частности, объектная модель построена в стиле Smalltalk — то есть объектам посылаются сообщения.
Язык Objective-C является надмножеством языка Си, поэтому Си-код полностью понятен компилятору Objective-C.
Компилятор Objective-C входит в GCC и доступен на большинстве основных платформ. Язык используется в первую очередь для macOS (Cocoa) и GNUstep — реализаций объектно-ориентированного интерфейса OpenStep. Также язык используется для iOS (Cocoa Touch).

## История
В начале 1980-х годов было популярно структурное программирование, позволяющее разделить алгоритм на небольшие блоки. Однако, с ростом сложности задач, структурное программирование приводило к снижению качества кода. Приходилось писать всё больше функций, которые очень редко могли использоваться в других программах.
Многие программисты увидели в объектно-ориентированном программировании потенциальное решение возникшей проблемы. С одной стороны, Smalltalk использовали почти все более-менее сложные системы. С другой — использование виртуальных машин повышало требования к ресурсам.
Objective-C был создан Брэдом Коксом в начале 1980-х в его компании Stepstone. Он пытался решить проблему повторного использования кода.
Целью Кокса было создание языка, поддерживающего концепцию software IC, подразумевающей возможность собирать программы из готовых компонентов (объектов), подобно тому как сложные электронные устройства могут быть собраны из набора готовых интегральных микросхем.
При этом язык должен быть простым и основанным на языке С, чтобы облегчить переход разработчиков на него.
Одной из целей было также создание модели, в которой сами классы являются полноценными объектами, поддерживалась бы интроспекция и динамическая обработка сообщений.
Objective-C является расширением С: любая программа на С является программой на Objective-C.
Одной из отличительных черт Objective-C является динамичность: решения, обычно принимаемые на этапе компиляции, здесь откладываются до этапа выполнения.
Objective-C — message-oriented-язык, в то время как C++ — function-oriented: в Objective-C вызовы метода интерпретируются не как вызов функции (хотя к этому обычно все сводится), а как посылка сообщения (с именем и аргументами) объекту, подобно тому, как это происходит в Smalltalk.
Любому объекту можно послать любое сообщение. Объект может вместо обработки сообщения переслать его другому объекту для обработки (делегирование), в частности, так можно реализовать распределённые (то есть находящиеся в различных адресных пространствах и даже на разных компьютерах) объекты.
Привязка сообщения к соответствующей функции происходит на этапе выполнения.
Язык Objective-C поддерживает работу с метаинформацией — так, на этапе выполнения можно узнать класс объекта, список его методов (с типами передаваемых аргументов) и instance-переменных, проверить, является ли класс потомком заданного и поддерживает ли он заданный протокол и т. п.
В языке есть поддержка протоколов (понятия интерфейса объекта и протокола четко разделены). Поддерживается наследование (не множественное); для протоколов поддерживается множественное наследование. Объект может быть унаследован от другого объекта и сразу нескольких протоколов (хотя это скорее не наследование протокола, а его поддержка).
На данный момент язык Objective-C поддерживается компиляторами Clang и GCC (под управлением Windows используется в составе MinGW или cygwin).
Некоторые функции языка перенесены в runtime-библиотеку и сильно зависят от неё. Вместе с компилятором gcc поставляется минимальный вариант такой библиотеки. Также можно свободно скачать runtime-библиотеку компании Apple: Apple’s Objective-C runtime.
Эти две runtime-библиотеки похожи (основные отличия в именах методов). Далее примеры будут ориентироваться на runtime-библиотеку Apple.

## Синтаксис языка
В языке Objective-C для обозначения объектов используется специальный тип id (это аналог типа Object в Java). Переменная типа id фактически является указателем на произвольный объект. Для обозначения нулевого указателя на объект используется константа nil (= NULL).
При этом вместо id можно использовать и более привычное обозначение с явным указанием класса. В частности последнее позволяет компилятору осуществлять некоторую проверку поддержки сообщения объектами — если компилятор из типа переменной не может сделать вывод о поддержке объектом данного сообщения, то он выдаст предупреждение.
Тем самым язык поддерживает проверку типов, но в нестрогой форме (то есть найденные несоответствия возвращаются как предупреждения, а не ошибки).
Для посылки сообщений используется следующий синтаксис:
```
   
[
receiver
 
message
];

```

В этой конструкции receiver является указателем на объект, а message — именем метода.
В отличие от языка C++, посылка сообщения nil’у является законной операцией, всегда возвращающей нулевое значение (nil).
Сообщение может также содержать параметры:
```
   
[
myRect
 
setOrigin
:
30.0
 
:
50.0
];

```

В этом примере именем метода (сообщения) является setOrigin::. Обратите внимание, что каждому передаваемому аргументу соответствует ровно одно двоеточие. При этом в приведенном примере первый аргумент имеет метку (текст перед двоеточием), а второй — нет.
Язык Objective-C позволяет снабжать метками каждый аргумент, что заметно повышает читаемость кода и снижает вероятность передачи неправильного параметра. Именно такой стиль принят большинством разработчиков.
```
   
[
myRect
 
setWidth
:
10.0
 
height
:
20.0
];

```

В этом примере в качестве имени сообщения выступает setWidth: height:.
Также поддерживается возможность передачи произвольного количества аргументов в сообщении:
```
   
[
myObject
 
makeGroup
:
 
obj1
,
 
obj2
,
 
obj3
,
 
obj4
,
 
nil
];

```

Как и функции, сообщения могут возвращать значения, при этом в отличие от языка С, типом значения, возвращаемым по умолчанию, является id.
```
   
float
 
area
 
=
 
[
myRect
 
area
];

```

Результат одного сообщения можно сразу же использовать в другом сообщении:
```
   
[
myRect
 
setColor
:
[
otherRect
 
color
]];

```

Как уже говорилось, в Objective-C классы сами являются объектами. Основной задачей таких объектов (называемых class objects) является создание экземпляров данного класса (паттерн Factory method).
При этом само имя класса играет двойную роль — с одной стороны оно выступает как тип данных (то есть он может быть использован для описания указателей на объекты данного класса). А с другой стороны имя класса может выступать в качестве объекта, которому посылается сообщение (в сообщениях имя класса может принимать участие только как receiver).
```
   
Rect
 
*
 
myRect
 
=
 
[[
Rect
 
alloc
]
 
init
];

```

В языке Objective-C нет встроенного типа для булевских величин, поэтому обычно такой тип вводится искусственно. Далее для логических величин будет использоваться тип BOOL с возможными значениями YES и NO (как это делается в операционных системах NextStep, Mac OS X).
Первым достаточно серьёзным применением языка Objective-C было его использование в операционной системе NextStep. Для этой системы было написано большое количество различных классов на Objective-C, многие из которых до сих пор используются в Mac OS X.
Имена всех этих классов начинаются с префикса NS, обозначающего свою принадлежность к операционной системе NextStep. Сейчас они входят в библиотеку Foundation, на которой строятся приложения для OS X и iOS.
С одним из них — NSString — мы столкнемся в данной статье. Этот класс служит для работы со строками (при этом в качестве внутреннего представления символов используется Юникод).
Компилятор поддерживает данный тип, автоматически переводя конструкции вида @"my string" в указатель на объект класса NSString, содержащий данную строку (точнее его подкласса, соответствующего константным строкам).
Свойства
Допустим, в классе Company существует instance-переменная name.
```
@interface
 
Company
 : 
NSObject

{

     
NSString
 
*
name
;

}

```

Для доступа к ней извне лучше всего воспользоваться свойствами, которые появились в Objective-C 2.0. Для объявления свойств используется ключевое слово @property.
```
@property
 
(
retain
)
 
NSString
 
*
name
;

```

В скобках перечисляются атрибуты доступа к instance-переменной. Атрибуты разделяются на 3 основные группы.
Имена акцессора и мутатора
- getter=getterName, используется для задания имени функции, используемой для извлечения значения instance-переменной.
- setter=setterName, используется для задания имени функции, используемой для установки значения instance-переменной.

Ограничение чтения/записи
- readwrite — у свойства есть как акцессор, так и мутатор. Является атрибутом по умолчанию.
- readonly — у свойства есть только акцессор.

Эти атрибуты взаимоисключают друг друга.
И последняя группа атрибуты мутатора.
- assign — для задания нового значения используется оператор присваивания. Используется только для POD-типов либо для объектов, которыми мы не владеем.
- retain — указывает на то, что для объекта, используемого в качестве нового значения instance-переменной, управление памятью происходит вручную (не забываем потом освободить память).
- copy — указывает на то, что для присваивания будет использована копия переданного объекта.
- weak — аналог assign при применении режима автоматического подсчёта ссылок. (ARC должен поддерживаться компилятором)
- strong — аналог retain при применении режима автоматического подсчёта ссылок. (ARC должен поддерживаться компилятором)

При работе под GC никакой разницы между использованием assign, retain, copy нет.
Для создания кода свойств, в соответствии с тем, как они описаны в объявлении, можно воспользоваться автогенерацией кода:
```
@synthesize
 
name
;

```

Автоматически созданный код — не всегда подходящее решение и может потребоваться создание методов доступа к instance-переменным вручную.
Язык часто критикуют за перегруженный, по сравнению с другими языками, синтаксис. Однако при этом нередко отмечается его более высокая читаемость.

## Создание новых классов
Все ключевые слова языка Objective-C, отсутствующие в С, начинаются с символа @.
Как и в C++, описание класса и его реализация разделены (обычно описание помещается в заголовочные файлы с расширением h, а реализации — в файлы с расширением m).
Ниже приводится общая структура описания нового класса:
```
@interface
 
ClassName
 : 
SuperClass

{

    
instance
 
variable
 
declarations

}

method
 
declarations

@end

```

В версии runtime от Apple все классы имеют общего предка — класс NSObject, содержащий целый ряд важных методов.
Описание переменных ничем не отличается от описания переменных в структурах в языке С:
Если у вас не Apple, то скорее всего вместо NSObject вам потребуется Object (#import <objc/Object.h>).
```
@interface
 
Rect
 : 
NSObject

{

	
float
     
width
;

	
float
     
height
;

	
BOOL
      
isFilled
;

	
NSColor
 
*
 
color
;

}

@end

```

Описания же методов заметно отличаются от принятых в C++ и очень сильно похожи на описания методов в языке Smalltalk.
Каждое описание начинается со знака плюс или минус. Знак плюс обозначает, что данный метод является методом класса (то есть его можно посылать только class object’у, а не экземплярам данного класса). Фактически методы класса являются аналогами статических методов в классах в языке C++.
Знак минус служит для обозначения методов объектов — экземпляров данного класса. Обратите внимание, что в Objective-C все методы являются виртуальными, то есть могут быть переопределены.
Ниже приводятся описания возможных методов для класса Rect.
```
@interface
 
Rect
 : 
NSObject

{

	
float
     
x
,
 
y
;

	
float
     
width
;

	
float
     
height
;

	
BOOL
      
isFilled
;

	
NSColor
 
*
 
color
;

}

+
 
newRect
;

-
 
(
void
)
 
display
;

-
 
(
float
)
 
width
;

-
 
(
float
)
 
height
;

-
 
(
float
)
 
area
;

-
 
(
void
)
 
setWidth:
 
(
float
)
 
theWidth
;

-
 
(
void
)
 
setHeight:
 
(
float
)
 
theHeight
;

-
 
(
void
)
 
setX:
 
(
float
)
 
theX
 
y:
 
(
float
)
 
theY
;

@end

```

Обратите внимание, что имя метода может совпадать с именем instance-переменной данного класса (например, width и height).
Тип возвращаемого методом значения указывается в круглых скобках сразу же после знака плюс или минус (но перед названием метода). Если тип не указан, то считается, что возвращается значение типа id.
Далее идет имя метода, где после каждого двоеточия задается тип аргумента (в круглых скобках) и сам аргумент.
Язык Objective-C позволяет для аргументов метода задавать также один из следующих описателей — oneway, in, out, inout, bycopy и byref. Данные описатели служат для задания направления передачи данных и способа передачи. Их наличие заметно упрощает реализацию и работу с распределенными объектами (которые были реализованы в операционной системе NextStep к началу 90-х годов прошлого века).
Метод, принимающий произвольное количество параметров, может быть описан следующим образом:
```
-
 
makeGroup:
 
(
id
)
 
object
,
 
...;

```

Для подключения заголовочного файла в Objective-C вместо директивы #include используется директива #import, аналогичная #include, но гарантирующая, что данный файл будет подключен всего один раз.
В ряде случаев возникает необходимость в объявлении того, что данное имя является именем класса, но без явного его описания (такая необходимость возникает при описании двух классов, каждый из которых ссылается на другой класс).
В этом случае можно воспользоваться директивой @class, объявляющей, что следующие за ней имена являются именами классов.
```
@class
 
Shape
, 
Rect
, 
Oval
;

```

Реализация методов класса выглядит следующим образом:
```
#import "ClassName.h"

@implementation
 
ClassName

    
method
 
implementations

@end

```

Ниже приводится пример реализации методов класса Rect, описанного выше.
```
#import "Rect.h"

@implementation
 
Rect

+
 
newRect

{

	
Rect
 
*
 
rect
 
=
 
[[
Rect
 
alloc
]
 
init
];

	
[
rect
 
setWidth
:
  
1.0f
];

	
[
rect
 
setHeight
:
 
1.0f
];

	
[
rect
 
setX
:
 
0.0f
 
y
:
 
0.0f
];

	
return
 
rect
;

}

-
 
(
float
)
 
width

{

   
return
 
width
;

}

-
 
(
float
)
 
height

{

   
return
 
height
;

}

-
 
(
float
)
 
area

{

   
return
 
[
self
 
width
]
 
*
 
[
self
 
height
];

}

-
 
(
void
)
 
setWidth:
 
(
float
)
 
theWidth

{

   
width
 
=
 
theWidth
;

}

-
 
(
void
)
 
setHeight:
 
(
float
)
 
theHeight

{

   
height
 
=
 
theHeight
;

}

-
 
(
void
)
 
setX:
 
(
float
)
 
theX
 
y:
 
(
float
)
 
theY

{

   
x
 
=
 
theX
;

   
y
 
=
 
theY
;

}

@end

```

Как видно из примера выше, в методах доступны все instance-переменные. Однако, как и в C++, есть возможность управлять видимостью переменных (видимостью методов управлять нельзя) при помощи директив @private, @protected и @public (действующих полностью аналогично языку C++).
```
@interface
 
Worker
 : 
NSObject

{

	
char
 
*
 
name
;

@private

	
int
    
age
;

	
char
 
*
 
evaluation
;

@protected

	
int
    
job
;

	
float
  
wage
;

@public

	
id
     
boss

}

```

При этом к public переменным класса можно обращаться непосредственно, используя оператор -> (например objPtr -> fieldName).

## Как работает механизм сообщений
Компилятор переводит каждую посылку сообщения, то есть конструкцию вида [object msg] в вызов функции objc_msgSend. Эта функция в качестве своего первого параметра принимает указатель на объект-получатель сообщения, в качестве второго параметра выступает т. н. селектор, служащий для идентификации посылаемого сообщения. Если в сообщении присутствуют аргументы, то они также передаются objc_msgSend как третий, четвёртый и т. д. параметры.
Каждый объект Objective-C содержит в себе атрибут isa — указатель на class object для данного объекта. class object автоматически создается компилятором и существует как один экземпляр, на который через isa ссылаются все экземпляры данного класса.
Каждый class object обязательно содержит в себе указатель на class object для родительского класса (superclass) и dispatch table. Последняя представляет собой словарь, сопоставляющий селекторам сообщений фактические адреса реализующих их методов (функций).
Таким образом, функция objc_msgSend ищет метод с данным селектором в dispatch table для данного объекта. Если его там нет, то поиск продолжается в dispatch table для его родительского класса и т. д.
Если метод (то есть соответствующая ему функция) находится, то осуществляется его вызов с передачей всех необходимых аргументов.
В противном случае объекту дается последний шанс обработать сообщение перед вызовом исключения — селектор сообщения вместе с параметрами «заворачивается» в специальный объект типа NSInvocation и объекту посылается сообщение forwardInvocation:, где в качестве параметра выступает объект класса NSInvocation.
Если объект поддерживает forwardInvocation:, то он может либо сам обработать посылаемое сообщение, либо переслать другому объекту для обработки:
```
-
 
(
void
)
forwardInvocation:
(
NSInvocation
 
*
)
anInvocation

{

    
if
 
(
 
[
someOtherObject
 
respondsToSelector
:
 
[
anInvocation
 
selector
]]
 
)

        
[
anInvocation
 
invokeWithTarget
:
 
someOtherObject
];

    
else

       
..........

}

```

Для ускорения поиска сообщений по dispatch table используется кэширование, позволяющее заметно снизить затраты на пересылку сообщений. Также облегчает поиск метода по таблицам использование так называемых селекторов вместо обычных имен. Обычно селектор представляет собой 32-битовую величину, позволяющую однозначно идентифицировать метод.
Тип селектора обозначается как SEL и существует ряд функций и конструкций, позволяющих осуществлять преобразование имени в селектор и обратно.
Так для получения селектора сообщения непосредственно по имени служит конструкция @selector():
```
   
SEL
 
setWidth
 
=
 
@selector
(
setWidth
:
);

   
SEL
 
setPos
   
=
 
@selector
(
setPosition
:
y
:
);

```

Для получения селектора по строке символов (на этапе выполнения) и перевода селектора в строку служат функции NSSelectorFromString и NSStringFromSelector:
```
   
SEL
        
setWidth
   
=
 
NSSelectorFromString
 
(
 
@"setWidth:"
 
);

   
NSString
 
*
 
methodName
 
=
 
NSStringFromSelector
  
(
 
setPos
 
);

```

Мощная поддержка метаинформации в Objective-C позволяет прямо на этапе выполнения проверить поддерживает ли объект метод с данным селектором при помощи посылки ему сообщения respondsToSelector::
```
    
if
 
(
 
[
anObject
 
respondsToSelector
:
 
@selector
(
setWidth
:
)]
 
)

         
[
anObject
 
setWidth
:
 
200.0
];

```

Довольно легко можно послать сообщение, соответствующее данному селектору (без аргументов, с одним, двумя или тремя аргументами), при помощи метода performSelector:, performSelector: withObject:, performSelector: withObject: withObject:, performSelector: withObject: withObject: withObject: и так далее.
```
    
[
myObject
 
performSelector
:
sel
 
withObject
:
 
nil
];

```

Обратите внимание, что методы performSelector: всегда возвращают значение типа id.
Можно получить класс для данного объекта, послав ему сообщение class. Это сообщение возвращает класс в виде указателя на объект типа Class.
```
    
Class
    
*
 
cls
     
=
 
[
anObject
 
class
];

    
NSString
 
*
 
clsName
 
=
 
NSStringFromClass
 
(
 
cls
 
);

```

С другой стороны также можно легко получить соответствующий class object по имени класса:
```
    
Class
 
*
 
cls
 
=
 
NSClassFromString
 
(
 
clsName
 
);

```

Каждый метод фактически представляет собой функцию с двумя невидимыми аргументами — self и _cmd.
Первый является аналогом this, то есть указывает на сам объект — получатель сообщения. Второй — содержит селектор данного метода.
Аргумент self может использоваться для посылки сообщений самому себе, как например в следующем методе:
```
-
 
(
float
)
 
area

{

   
return
 
[
self
 
width
]
 
*
 
[
self
 
height
];

}

```

Однако кроме self есть ещё одна величина, которой могут посылаться сообщения — super. На самом деле super не является нормальной переменной — это всего лишь ещё одно обозначение для указателя на текущий объект. Но при посылке сообщения super поиск метода начинается не с dispatch table текущего объекта, а с dispatch table родительского объекта.
Таким образом, посылая сообщения super мы тем самым вызываем старые версии методов, переопределенные данным классом.
В языке Objective-C можно по селектору метода получить адрес реализующей его функции (именно как функции языка С).
Такая функция отличается от описания метода только вставкой в начало списка аргументов двух дополнительных параметров — указателя на сам объект (self) и селектора данного метода (_cmd).
Послав объекту сообщение methodForSelector: мы получаем в ответ адрес реализующей этот метод функции.
```
typedef
 
float
 
(
*
WidthFunc
)(
 
id
,
 
SEL
 
);

typedef
 
void
  
(
*
SetWidthFunc
)(
 
id
,
 
SEL
,
 
float
 
);

WidthFunc
    
widthFunc
    
=
 
(
WidthFunc
)
    
[
myRect
 
methodForSelector
:
 
@selector
 
(
width
)];

SetWidthFunc
 
setWidthFunc
 
=
 
(
SetWidthFunc
)
 
[
myRect
 
methodForSelector
:
 
@selector
 
(
setWidth
:
)];

(
*
setWidthFunc
)(
 
myRect
,
 
@selector
 
(
setWidth
:
),
 
27.5f
 
);

```

Это позволяет при необходимости многократного вызова одного и того же метода у заданного объекта полностью избежать всех расходов, связанных с пересылкой сообщений.

## Протоколы
Язык Objective-C содержит полноценную поддержку протоколов (это аналог интерфейса в Java и абстрактного класса в C++, который также иногда принято называть интерфейсом). Протокол представляет собой просто список описаний методов. Объект реализует протокол, если он содержит реализации всех методов, описанных в протоколе.
Протоколы удобны тем, что позволяют выделять общие черты у разнородных объектов и передавать информацию об объектах заранее неизвестных классов.
Простейшее описание протокола выглядит следующим образом:
```
@protocol
 
ProtocolName

method
 
declarations

@end

```

Так, протокол Serializable может быть описан следующим образом:
```
@protocol
 
Serializable

-
 
(
id
)
   
initWithCoder:
 
(
NSCoder
 
*
)
 
coder
;

-
 
(
void
)
 
encodeWithCoder:
 
(
NSCoder
 
*
)
 
coder
;

@end

```

Протокол может быть унаследован от произвольного количества других протоколов:
```
@protocol
 
MyProto
 
<
Protocol1
,
 
Protocol2
,
 
Serializable
,
 
Drawable
>

```

Точно так же можно при описании класса задать не только родительский класс, но и набор протоколов:
```
@interface
 
MyClass
 : 
SuperClass
 
<
Protocol1
,
 
Protocol2
,
 
Serializable
,
 
Drawable
>

```

Для проверки во время выполнения программы, поддерживается ли объектом заданный протокол объектов, можно использовать сообщение conformsToProtocol::
```
if
 
(
 
[
myObject
 
conformsToProtocol
:
 
@protocol
 
(
Serializable
)]
 
)

     
[
myObject
 
encodeWithCoder
:
 
myCoder
];

```

Кроме того, имя протокола (протоколов) можно использовать при описании переменных для явного указания компилятору о поддержке соответствующими объектами протокола (протоколов).
Так, если переменная myObject содержит указатель на объект заранее неизвестного класса, но при этом удовлетворяющий протоколам Serializable и Drawable, то её можно описать следующим образом:
```
id
 
<
Serializable
,
Drawable
>
  
myObject
;

```

Точно так же, если заранее известно, что myObject будет содержать указатель на объект, унаследованный от класса Shape и поддерживающий протокол Serializable, то эту переменную можно описать следующим образом:
```
Shape
 
<
Serializable
>
  
*
myObject
;

```

Обратите внимание, что подобное описание служит только для сообщения компилятору, какие сообщения поддерживает данный объект.
Как и классы, все протоколы в Objective-C представлены при помощи объектов (класса Protocol):
```
Protocol
 
*
 
myProto
 
=
 
@protocol
 
( 
Serializable
 
);

```

Для предварительного объявления протоколов можно использовать следующую конструкцию:
```
@protocol
 
MyProto
, 
Serializable
, 
Drawable
;

```

Эта конструкция сообщает компилятору о том, что MyProto, Serializable и Drawable являются именами протоколов, которые будут определены позже.

## Обработка исключений
В языке Objective-C поддерживается обработка исключений, очень похожая на используемую в языках C++ и Java.
Для этого служат директивы @try, @catch, @finally и @throw.
```
 
Cup
 
*
 
cup
 
=
 
[[
Cup
 
alloc
]
 
init
];

 
@try

 
{

     
[
cup
 
fill
];

 
}

 
@catch
 
(
 
NSException
 
*
 
exc
 
)

 
{

    
NSLog
 
(
 
@"Exception caught:%@"
,
 
exc
 
);

 
}

 
@catch
 
(
 
id
 
exc
 
)

 
{

    
NSLog
 
(
 
@"Unknown exception caught"
 
);

 
}

 
@finally

 
{

    
[
cup
 
release
];

 
}

```

Для запуска исключения используется директива @throw, в качестве аргумента берущая указатель на объект-исключение. Обычно в Mac OS X/NextStep для этой цели используются объекты класса NSException.
```
 
NSException
 
*
 
exc
 
=
 
[
NSException
 
exceptionWithName
:
 
@"my-exception"
 
reason
:
 
@"unknown-error"

                                  
userInfo
:
 
nil
];

 
@throw
 
exc
;

```

Внутри @catch-блоков директива @throw может использоваться без параметра для повторного запуска обрабатываемого исключения (rethrowing exception).

## Синхронизация
Язык Objective-C поддерживает синхронизацию для многопоточных приложений. При помощи директивы @synchronized () можно защитить фрагмент кода от одновременного выполнения сразу несколькими потоками.
@synchronized () берёт на вход указатель на объект языка Objective-C (можно использовать для этой цели любой объект, в том числе и self), который играет роль мьютекса (mutex).
При попытке потока начать выполнение защищенного фрагмента проверяется, выполняется ли уже этот фрагмент каким-либо потоком. Если да, то сравниваются объекты, переданные этими потоками в @synchronized ().
Если эти указатели совпадают, то поток, пытающийся войти в защищенный блок, будет приостановлен (suspended) до тех пор, пока первый поток не выйдет из блока. Тогда выполнение второго потока продолжится, и уже он «запрёт» этот блок для всех остальных потоков.
Наличие подобной возможности заметно облегчает жизнь при написании многопоточных приложений, когда необходимо отслеживать попытки одновременного изменения одних и тех же данных сразу несколькими потоками.
```
-
 
(
void
)
 
criticalMethod

{

    
@synchronized
 
(
 
self
 
)

    
{

         
// perform modifications to shared objects

         
.
 
.
 
.

    
}

}

```

В качестве мьютекса (то есть параметра инструкции @synchronized) рекомендуется указывать объект, недоступный извне, поскольку это может привести к взаимной блокировке, если один и тот же объект используется в качестве мьютекса двумя взаимозависимыми потоками. В частности, не рекомендуется @synchronized(self).

## Создание и уничтожение объектов
В самом языке Objective-C нет специальных команд для создания и уничтожения объектов (подобных new и delete). Эта задача ложится на runtime-библиотеку и реализуется при помощи механизма посылки сообщений.
Реально используемой и наиболее широко распространенной схемой создания и уничтожения объектов в Objective-C является используемая в операционных системах NextStep и Mac OS X, которая и будет описана ниже.
Создание нового объекта разбивается на два шага — выделение памяти и инициализация объекта. Первый шаг реализуется методом класса alloc (реализованном в классе NSObject), который выделяет необходимое количество памяти (данный метод используется для выделения памяти не только для объектов класса NSObject, но и любого унаследованного от него класса). При этом в атрибут isa записывается указатель на class object соответствующего класса.
Обратите внимание, что сообщение alloc посылается class object-у требуемого класса и это сообщение возвращает указатель на выделенную под объект память.
Собственно сама инициализация объекта (то есть установка значений его instance-переменных, выделение дополнительных ресурсов и т. п.) осуществляется другими методами, по традиции имена этих методов начинаются с init. Обычно такое сообщение посылается сразу же после сообщения alloc по адресу, возвращенному этим сообщением.
```
id
 
anObject
 
=
 
[[
Rectangle
 
alloc
]
 
init
];

```

Приведённая выше конструкция является правильным способом создания объекта. Обратите внимание, что следующая конструкция может в ряде случаев не работать:
```
id
 
anObject
 
=
 
[
Rectangle
 
alloc
];

[
anObject
 
init
];

```

Это связано с тем, что для ряда классов метод init может вернуть совсем другой указатель (а не self).
Простейшими примерами того, когда может возникать подобная ситуация, являются синглтоны (тогда, если один экземпляр класса уже существует, то метод init освободит выделенную alloc’ом память и вернет указатель на уже созданный единственный экземпляр) и кэширование объектов, когда для увеличения производительности выделение объектов происходит сразу блоками и объекты не уничтожаются, а сохраняются для переиспользования.
При создании нового класса обычно нет необходимости переопределять метод alloc, а вот необходимость переопределения метода init возникает достаточно часто.
Обратите внимание, что метод(ы) init является обычным методом, ничем не выделяющимся среди остальных (в отличие от C++, где конструктор — это особый метод, у которого, например, нельзя взять адрес).
Поэтому при создании нового класса и метода init вызов переопределенного метода init (при помощи [super init]) должен быть произведен явно в самом начале метода.
Довольно часто у объектов бывает сразу несколько методов, начинающихся с init, например init, initWithName:, initWithContentsOfFile: и т. д.
Установившейся практикой в таком случае является выделение среди всех init-методов одного, называемого designated initializer. Все остальные init-методы должны вызывать его и только он вызывает унаследованный init метод.
```
-
 
(
id
)
 
initWithName:
 
(
const
 
char
 
*
)
 
theName
   
// designated initializer

{

    
self
 
=
 
[
super
 
init
];
                        
// call inherited method

    
if
 
(
self
)

    
{

        
name
 
=
 
strdup
 
(
 
theName
 
);

    
}

    
return
 
self
;

}

-
 
(
id
)
 
init

{

    
return
 
[
self
 
initWithName
:
 
""
];

}

```

В ряде случаев оказывается удобным совместить выделение памяти и инициализацию объекта в один метод (класса), например в классе NSString есть ряд методов класса, возвращающих уже готовый (проинициализированный) объект:
```
+
 
(
id
)
 
stringWithCString:
(
const
 
char
 
*
)
cString
 
encoding:
(
NSStringEncoding
)
enc

+
 
(
id
)
 
stringWithFormat:
(
NSString
 
*
)
format
,
 
...

```

Mac OS X (как и NextStep) для управления временем жизни объектов используют reference counting — каждый объект содержит внутри себя некоторый счетчик, при создании устанавливаемый в единицу.
Посылка объекту сообщения retain увеличивает значение этого счетчика на единицу (так, все контейнерные классы библиотеки Foundation при помещении в них объекта посылают ему сообщение retain).
Установившейся практикой является посылка объекту сообщения retain всеми заинтересованными в нём сторонами (объектами), то есть, если вы запоминаете ссылку на объект, то следует послать ему сообщение retain.
Когда объект перестает быть нужен, ему просто посылается сообщение release.
Данное сообщение уменьшает значение счетчика на единицу и, если это значение стало меньше единицы, уничтожает данный объект.
Перед уничтожением объекта ему посылается сообщение dealloc, позволяющее объекту произвести свою деинициализацию. При этом это также является обычным сообщением и в нём вы явно должны в конце вызвать унаследованную реализацию через [super dealloc].
```
-
 
(
void
)
 
dealloc

{

    
.
 
.
 
.

    
[
super
 
dealloc
];

}

```

## Управление памятью

### Базовые принципы
Управление памятью в Objective-C базируется на принципе «владения объектом». Основные правила управления памятью в Objective-C можно записать так:
- Для получения объекта во владение необходимо вызвать метод, содержащий в названии «alloc», «new» либо «copy». Например, alloc, newObject, mutableCopy.
- Для освобождения объекта, который был получен при помощи перечисленных выше функций, необходимо вызвать функцию «release» либо «autorelease». Во всех остальных случаях освобождение объекта не требуется.
- Если полученный объект должен быть сохранен, необходимо либо стать его владельцем (вызвав retain), либо создать его копию (вызов, содержащий в названии «copy»).

Данные правила базируются на соглашении по именованию в Objective-C и, в то же время, сами являются основой этого соглашения.

### Базовые принципы на практике
Предположим, в программе существует класс Company, у которого есть метод workers.
```
@interface
 
Company
 : 
NSObject

{

    
NSArray
 
*
workers
;

}

-(
NSArray
*
)
workers
;

@end

```

Рассмотрим небольшой пример использования такого класса:
```
Company
 
*
company
 
=
 
[[
Company
 
alloc
]
 
init
];

// ...

NSArray
 
*
workers
 
=
 
[
company
 
workers
];

// ...

[
company
 
release
];

```

Так как объект класса Company создается явно, он должен быть удален по окончании использования ([company release]). В то же время, название метода workers не говорит о том, кто должен удалять массив. В такой ситуации считается, что списком работников управляет объект Компания и его удалять не требуется.
Convenience конструкторы
Многие классы позволяют совместить создание объекта с его инициализацией при помощи методов, называемых convenience конструкторы; такие методы обычно называются +className… Можно предположить, что вызывающая сторона ответственна за управление временем жизни объекта, но подобное поведение противоречило бы соглашению по именованию в Objective-C.
```
Company
 
*
company
 
=
 
[
Company
 
company
];

[
company
 
release
];

```

В приведенном коде вызов [company release] недопустим, так как в данном случае управление временем жизни объекта должно осуществляться при помощи autorelease-пула.
Ниже приводится пример корректной реализации метода company:
```
+(
Company
*
)
company

{

     
id
 
ret
 
=
 
[[
Company
 
alloc
]
 
init
];

     
return
 
[
ret
 
autorelease
];

}

```

autorelease
Вернемся к методу workers класса Company. Так как возвращается массив, временем жизни которого вызывающая сторона не управляет, реализация метода workers будет выглядеть приблизительно так:
```
-(
NSArray
*
)
workers

{

     
NSArray
 
*
copy
 
=
 
[[
NSArray
 
alloc
]
 
initWithArray
:
workers
];

     
return
 
[
copy
 
autorelease
];

}

```

Вызов autorelease добавляет объект copy в autorelease-пул, вследствие чего возвращаемый объект получит сообщение release при удалении пула, в который он был добавлен. Если объекту, добавленному в autorelease-пул, послать сообщение release самостоятельно, при удалении autorelease-пула возникнет ошибка.
Возвращение объекта по ссылке
В ряде случаев объекты возвращаются по ссылке, например, метод класса NSData initWithContentsOfURL:options: error: в качестве параметра error принимает (NSError **)errorPtr. В этом случае так же работает соглашение по именованию, из которого следует, что явного запроса на владение объектом нет, соответственно, удалять его не требуется.
Удаление объектов
Когда счетчик ссылок объекта становится равным нулю, объект удаляется. При этом у объекта вызывается метод -(void)dealloc. Если в объекте содержатся какие-то данные, их необходимо удалить в этой функции.
```
-(
void
)
dealloc

{

    
[
workers
 
release
];

    
[
super
 
dealloc
];

}

```

После того, как всем переменным класса было послано сообщение release, необходимо вызвать метод dealloc базового класса. Это единственный случай, в котором допустим вызов метода dealloc напрямую.
Не существует никаких гарантий относительно времени вызова метода dealloc. В ряде случаев он вообще может не вызываться при завершении работы приложения для экономии времени, так как по завершении приложения ОС в любом случае освободит выделенную память. Соответственно, в методе dealloc не должно располагаться никаких методов, отвечающих за закрытие сокетов, файлов и т. п.

### Autorelease-пул
Autorelease-пул используется для хранения объектов, которым будет послано сообщение release при удалении пула. Для того, чтобы добавить объект в autorelease-пул, ему необходимо отправить сообщение autorelease.
В приложениях Cocoa autorelease-пул всегда доступен по умолчанию. Для не-AppKit приложений необходимо создавать и управлять временем жизни autorelease-пула самостоятельно.
Autorelease-пул реализуется классом NSAutoreleasePool.
```
int
 
main
 
(
int
 
argc
,
 
const
 
char
 
*
 
argv
[])

{

    
NSAutoreleasePool
 
*
 
pool
 
=
 
[[
NSAutoreleasePool
 
alloc
]
 
init
];

    
Company
 
*
company
 
=
 
[
Company
 
company
];

    
NSArray
 
*
workers
 
=
 
[
company
 
workers
];

    
[
pool
 
drain
];

    
return
 
0
;

}

```

Удалить объекты из autorelease-пула можно не только посредством отправки пулу сообщения release, но и с помощью сообщения drain. Поведение release и drain в среде с подсчетом ссылок идентично. Но в случае работы в GC среде drain вызывает функцию objc_collect_if_needed.
Autorelease-пул в многопоточной среде
В Cocoa для каждого из потоков создается свой собственный autorelease-пул. По завершении потока autorelease-пул уничтожается и всем содержащимся в нём объектам посылается сообщение release.
Autorelease-пул главного потока периодически пересоздается с целью уменьшения используемой памяти приложением. Во всех остальных потоках заниматься пересозданием autorelease-пула необходимо самостоятельно, что крайне актуально для долгоживущих потоков.

### Копирование объектов
Все объекты в Objective-C потенциально поддерживают копирование. Для того, чтобы создать копию объекта, необходимо вызвать метод copy, определённый в классе NSObject. Для создания копии будет вызван метод copyWithZone протокола NSCopying. NSObject не имеет поддержки этого протокола и при необходимости протокол NSCopying должен быть реализован в классах-наследниках.
Копии бывают двух видов: поверхностная копия (shallow copy) и полная копия (deep copy). Разница между этими копиями состоит в том, что при создании поверхностной копии копируются не данные, а ссылка на объект с данными. В случае полной копии копируется объект с данными.
Пример реализации
Реализация копирования может различаться в зависимости от того, поддерживает ли класс-родитель протокол NSCopying. Пример кода для ситуации, когда родитель не реализует протокол NSCopying:
```
@interface
 
Company
 : 
NSObject
 
<
NSCopying
>

{

     
NSString
 
*
name
;

}

@property
(
retain
)
 
NSString
 
*
name
;

-(
id
)
copyWithZone:
(
NSZone
 
*
)
zone
;

@end

@implementation
 
Company

@synthesize
 
name
;

-(
id
)
copyWithZone:
(
NSZone
 
*
)
zone

{

     
id
 
copy
 
=
 
[[[
self
 
class
]
 
allocWithZone
:
zone
]
 
init
];

     
[
copy
 
setName
:
[
self
 
name
]];

     
return
 
copy
;

}

@end

```

Если родитель поддерживает протокол NSCopying, реализация будет несколько иной: вызов allocWithZone заменяется на copyWithZone.
```
id
 
copy
 
=
 
[
super
 
copyWithZone
:
zone
];

```

Копирование неизменяемых объектов
Для immutable объектов создание копии нецелесообразно, и можно ограничиться отправкой самому себе сообщения retain.
```
-(
id
)
copyWithZone:
(
NSZone
 
*
)
zone

{

     
return
 
[
self
 
retain
];

}

```

## Категории
Язык Objective-C обладает возможностью добавлять новые методы к уже существующим классам. Аналогичной возможностью обладают языки Ruby, C#, JavaScript и другие. При этом не требуется исходников класса и добавленные методы автоматически становятся доступными всем классам, унаследованным от изменяемого. Так можно добавить новый метод классу NSObject и этот метод автоматически добавится во все остальные классы.
Механизм, позволяющий расширять уже существующие классы (путём добавления новых методов, новые instance-переменные добавить таким образом нельзя), называется категорией.
Категория имеет своё имя, список методов и имя класса, который она расширяет. Описание категории имеет следующий вид:
```
#import "ClassName.h"

@interface
 
ClassName
 
(
 
CategoryName
 
)

  
methods
 
declarations

@end

```

Реализация категории выглядит следующим образом:
```
#import "CategoryName.h"

@implementation
 
ClassName
 
(
 
CategoryName
 
)

  
methods
 
bodies

@end

```

С помощью категорий можно создавать свойства (property), которые будут доступны только для чтения другим классам и readwrite внутри своего класса:
```
@interface
 
ClassName

{

  
BOOL
 
flag
;

}

@property
 
(
assign
,
 
readonly
)
 
BOOL
 
flag
;

@end

#import "ClassName"

@implementation
 
ClassName
 
()
 
// Пустая категория

@property
 
(
assign
,
 
readwrite
)
 
BOOL
 
flag
;

@end

@implementation
 
ClassName

@synthesize
 
flag
;

-(
void
)
 
someAction

{

  
self
.
flag
 
=
 
YES
;

}

@end

```

Кроме всего прочего категории можно использовать для того, чтобы обеспечить реализацию классом какого-либо нового протокола, например:
```
@protocol
 
Printable
 
// сущности, которые можно распечатать

-(
void
)
 
print
;

@end

@interface
 
NSString
(Printable)
 
<
Printable
>
 
// добавляем системному классу NSString возможность быть распечатанным

@end

@implementation
 
NSString
(Printable)
 
// реализуем новую функциональность

-(
void
)
 
print

{

  
NSLog
(
@"Меня распечатали %@!"
,
 
self
);

}

@end

```

Это избавляет от необходимости писать класс-адаптер PrintableString для NSString.

## Class objects и Objective-C runtime
При компиляции программы на языке Objective-C компилятор для каждого введённого класса автоматически создаёт так называемый class object — полноценный объект, содержащий в себе всю информацию о данном классе, включая название, суперкласс, список методов и instance-переменных.
При этом такой объект является полноценным объектом, то есть ему можно посылать сообщения, передавать в качестве параметра.
Одной из особенностей class object’а является поддержка всех методов класса NSObject. То есть при отправке сообщения поиск по селектору сначала ведётся среди методов класса, и если метод не найден, поиск продолжается среди instance-методов класса NSObject.
Ещё одной особенностью является возможность инициализации class object’ов — в начале работы приложения каждому class object’у посылается сообщение (класса) initialize.
Это сообщение гарантированно посылается каждому class object’у, причём всего один раз и до того, как ему будет послано любое другое сообщение. Простейшим примером применения такого сообщения является реализация Singleton’ов — именно в методе initialize следует создать тот самый единственный экземпляр объекта и запомнить его в static-переменной.
Objective-C runtime от Apple содержит большое количество С-функций, служащих для работы с классами (непосредственно во время выполнения программы).
Наиболее интересными являются следующие:
```
Method
   
class_getInstanceMethod
(
 
Class
 
aClass
,
 
SEL
 
aSelector
 
);

Method
   
class_getClassMethod
   
(
 
Class
 
aClass
,
 
SEL
 
aSelector
 
);

struct
 
objc_method_list
 
*
 
class_nextMethodList
(
Class
 
theClass
,
 
void
 
**
 
iterator
);

void
     
class_addMethods
       
(
 
Class
 
aClass
,
 
struct
 
objc_method_list
 
*
 
methodList
 
);

void
     
class_removeMethods
    
(
 
Class
 
aClass
,
 
struct
 
objc_method_list
 
*
 
methodList
 
);

unsigned
 
method_getNumberOfArguments
 
(
 
Method
 
method
 
);

unsigned
 
method_getSizeOfArguments
   
(
 
Method
 
method
 
);

unsigned
 
method_getArgumentInfo
      
(
 
Method
 
method
,
 
int
 
argIndex
,
 
const

                                       
char
 
**
 
type
,
 
int
 
*
  
offset
 
);

Ivar
     
class_getInstanceVariable
   
(
 
Class
 
aClass
,
 
const
 
char
 
*
 
aVariableName
 
);

```

Функция class_getInstanceMethod возвращает указатель на структуру (objc_method), описывающую заданный instance-метод данного класса.
Функция class_getClassMethod возвращает указатель на структуру (objc_method), описывающую заданный метод данного класса.
Функция class_nextMethodList возвращает один из списков методов для заданного класса. Приводимый ниже фрагмент кода позволяет перебрать все методы для данного класса.
```
    
void
                    
*
 
iterator
 
=
 
0
;

    
struct
 
objc_method_list
 
*
 
methodList
;

    
//

    
// Each call to class_nextMethodList returns one methodList

    
//

    
methodList
 
=
 
class_nextMethodList
(
 
classObject
,
 
&
iterator
  
)

    
while
 
(
 
methodList
 
!=
 
nil
 
)

    
{

        
// …do something with the method list here…

        
methodList
 
=
 
class_nextMethodList
 
(
 
classObject
,
 
&
iterator
  
);

    
}

```

Функция class_addMethods позволяет добавлять новые методы к заданному классу.
Функция class_removeMethods позволяет убирать методы из заданного класса.
Функция method_getNumberOfArguments Возвращает количество аргументов для заданного метода.
Функция method_getSizeOfArguments возвращает размер места на стеке, занимаемого всеми аргументами данного метода.
Функция method_getArgumentInfo возвращает информацию об одном из аргументов для заданного метода.
Функция class_getInstanceVariable возвращает информацию об instance-переменной класса в виде указателя на структуру objc_ivar.
Для кодирования информации о типах используется специальное строковое представление, однозначно сопоставляющее каждому типу данных некоторую строку. Явно получить такую строку для произвольного типа можно при помощи конструкции @encode ().
```
char
 
*
 
buf1
 
=
 
@encode
 
(
 
int
 
**
 
);

char
 
*
 
buf2
 
=
 
@encode
 
(
 
struct
 
key
 
);

char
 
*
 
buf3
 
=
 
@encode
 
(
 
Rectangle
 
);

```

## Разное
Официальный сайт Apple — главный источник информации о языке. Форум разработчиков, примеры кода и полная версия документации доступны только зарегистрированным разработчикам.
IDE Xcode — основное средство разработки на языке Objective-C. IDE поддерживает только ОС Mac OS X и распространяется бесплатно через магазин приложений Apple App Store.
Полезную информации по языку Objective-C можно найти в news-группе и архивах списка рассылки.
Проект GNUstep — попытка создания аналогов закрытых библиотек Foundation и AppKit, используемых в NextStep и Mac OS X. Исходный код библиотек написан на языке Objective-C и распространяется свободно. На сайте проекта доступны примеры использования языка и исходный код нескольких приложений.
Objective-C доступен практически в каждом дистрибутиве GNU/Linux благодаря компилятору gobjc, созданному проектом gcc.
Для работы с Objective-C под ОС Windows используют эмуляторы среды POSIX (бесплатные):
- mingw;
- cygwin;
- сервисы Microsoft Windows для UNIX.